# Campioni di Angor
I Campioni di Angor (anche noti come Giustificatori, Assemblatori, e Meta Milizia) sono un gruppo immaginario di supereroi nell'Universo DC. Sono una falsariga dei Vendicatori dell'Universo Marvel. Furono creati da Mike Friedrich e Dick Dillin nelle pagine di Justice League of America n. 87 (febbraio 1971). La nuova incarnazione della squadra, che debuttò nel 2007, fu descritta come una versione più oppressiva e moralmente ambigua dei personaggi della "Meta Milizia".

## Origini
Il team fu introdotto per la prima volta in Justice League of America n. 87 (febbraio 1971), scritto da Mike Friedrich e pubblicato nello stesso periodo in cui il suo amico Roy Thomas stava facendo uscire lo Squadron Supreme su Avengers. Questi personaggi veninvano dal pianeta alineo di Angor. Quando Angor fu attaccato da un robot spaziale, questi Campioni lo sconfissero, e riuscirono ad arrivare fino al suo pianeta natale. Allo stesso tempo, la Justice League stava inseguendo un robot che attaccò la Terra. I due gruppi presunsero che l'altro era il gruppo nemico, e si batterono.
I Campioni di Angor in questa storia furono:
- Wandjina - Leader del gruppo. Chiamata così in onore dello spirito del tempo climatico australiano. Aveva super forza e il controllo sul clima. Fu creata sulla falsariga di Thor.
- Silver Sorceress (la sua identità civile fu Laura Nielsen) - Un'utilizzatrice della magia, potente ma imprevedibile, con un costume che comprendeva un curioso copricapo. Fu creata sulla base di Scarlet.
- Blue Jay (la sua identità civile fu Jay Abrams) - Eroe con la capacità di rimpicciolirsi e di volare. Fu basato su Yellowjacket.
- Jack B. Quick (la sua identità civile fu Henry Christos; prese successivamente il nome in codice di Capitan Velocità) - Velocista, con abilità volanti di breve durata. Fu la controparte di Quicksilver.

## Status attuale
Il gruppo comparve successivamente nel post-Crisi Justice League International di Keith Giffen. Nel n. 2 Wandjina, Blue Jay e Sorceress arrivarono sulla Terra per distruggere tutte le armi nucleari. Infatti, loro furono i soli sopravvissuti al disastro che spazzò via Angor. Wandjina si sacrificò per prevenire una fusione in un reattore bialyano, e gli altri si arresero alle autorità russe. Il cadavere di Wandjina fu successivamente rianimato come arma da Queen Bee di Bialya.
Justice League Europe n. 15 (giugno 1990), cominciò una storia in cui Sorceress e Blue Jay evasero di prigione. Blue Jay chiese aiuto alla League, mentre Sorceress fece ritorno su Angor.
Un flashback rivelò che l'esplosione nucleare fu causata da un fruppo di criminali chiamati Estremisti. Gli Estremisti catturarono Sorceress e la fecero arrivare sulla Terra, dove tentarono di prendere il controllo sulle armi nucleari della Terra. Fu infine rivelato che (con una sola eccezione) questi erano i duplicati robot dei veri Estremisti, creati per un parco divertimenti. Il proprietario del parco fu inviato sulla Terra e li spense. Il criminale rimanente, Dreamslayer, fu poi sconfitto da Silver Sorceress. Blue Jay e Silver Sorceress si unirono infine alla Justice League Europe.
Justice League Quarterly n. 3 (1990) vedeva Mitch Wacky (il proprietario del parco a tema) viaggiare indietro nel tempo per prevenire che gli Estremisti distruggere Angor. Questa storia introdusse altri membri della squadra (ora chiamata Giustificatori), e includevano:
- L'Arcere - Un arciere donnaiolo, con la tendenza per i "tipi vedove nere". Fu la controparte di Occhio di Falco. Comparve per la prima volta in un pannello della storia "Extremists Vector" in Justice League Europe n. da 15 a 18. Successive comparse furono in "When You Wish..." nel sopramenzionato Justice League Quarterly n. 3, la storia "With a Vengeance!" in Superman/Batman n. da 20 a 24, e nella nuova serie Lord Havok and the Extremists.
- Tin Man - Un eroe in armatura con problemi al cuore. Fu basato sul personaggio di Iron Man.
- T.A. - Un'eroina con ali metalliche. Si presume una somiglianza con Wasp.

Ci fu anche una non nominata versione di Goliath, così come di personaggi non-Vendicatori della Marvel Comics, inclusi Wolverine, Ciclope e Uomo Ragno.
Successive comparse dei personaggi Angoriani minimizzarono le loro origini e le varie somiglianze con gli elementi Marvel.
Durante Crisi finale, un gruppo chiamato Justifiers, non correlati ai Campioni di Angor, sono eroi controllati dall'Equazione Anti-Vita, e adesso "giustificano" il dominio di Darkseid sulla Terra.

## Altre versioni
Nella serie Lord Havok and the Extremists (2007), nuove versioni dei Campioni di Angor comparvero su Terra-8. Facevano parte adesso di un gruppo chiamato Meta Milizia con Tin Man come presidente di Angor e Americommando come vice presidente. Quando Tin Man fu ucciso da Lord Havok, Americommando divenne presidente e Blue Jay divenne il suo vice. Americommando dormiva con T.A. dietro le spalle di Blue Jay. Infine, questi si rivoltò verso Americommando, dato che il presidente strinse un'alleanza con il Monarca, arrestandolo per i suoi crimini contro l'umanità, e ne prese il posto come presidente. Anche Wandjina comparve, ora come un omosessuale dichiarato. Durante una battaglia tra Estremisti e Meta Milizia, fu ingoiato intero da Gorgon.